# Залютынь
Залютынь (пол. Zalutyń) — деревня в Бяльском повете Люблинского воеводства Польши. Входит в состав гмины Пищац. Находится примерно в 17 км к востоку от центра города Бяла-Подляска. По данным переписи 2011 года, в деревне проживало 348 человек (седьмое место в гмине по населению).
В 1975—1998 годах деревня входила в состав Бяльскоподляского воеводства.
Верующие Римско-католической церкви принадлежат к приходу Воздвижения Святого Креста (пол. Parafia Podwyższenia Krzyża Świętego) в Пищаце.

## История
В 1827 году здесь было 4 дома и 31 житель. В 1877 году площадь фольварка Залютынь составляла 324 морга (устаревшая единица измерения площади земли, примерно 0,56 гектара), на территории села были залежи торфа. В деревне Залютынь было 3 дома, площадь земли 58 морг.

## Население
Демографическая структура по состоянию на 31 марта 2011 года:
|         | Всего | До трудоспособного возраста | Трудоспособного возраста | Старше трудоспособного возраста |
| ------- | ----- | --------------------------- | ------------------------ | ------------------------------- |
| Мужчины | 168   | 41                          | 115                      | 12                              |
| Женщины | 180   | 49                          | 99                       | 32                              |
| Всего   | 348   | 90                          | 214                      | 44                              |